# Natalja Kistchuk
Natalja Kistchuk, née le 27 mai 1968, est une coureuse cycliste soviétique puis ukrainienne.

## Biographie
Natalja Kistchuk termine 4e de la course en ligne des Jeux olympiques de Barcelone en 1992.

## Palmarès sur route

### Jeux Olympiques
- 1992 Barcelone
  - 4e de la course en ligne
- 1996 Atlanta
  - 30e de la course en ligne

### Championnats du monde
- 1994 Agrigente
  - 7e de la course en ligne

### Championnats d'Ukraine
- 1992
  - 3e du championnat d'Ukraine sur route
- 1995
  -  Championne d'Ukraine sur route
  - 3e du championnat d'Ukraine du contre-la-montre
- 1996
  - 3e du championnat d'Ukraine sur route
- 1997
  - 3e du championnat d'Ukraine sur route
- 1998
  - 2e du championnat d'Ukraine sur route
- 1999
  - 3e du championnat d'Ukraine sur route
- 2001
  - 3e du championnat d'Ukraine sur route

### Autres
- 1990
  - 3e du Tour de Cuba
- 1992
  - 2e de Driedaagse van Pattensen
- 1994
  - Grand Prix Cham-Hagendorn
  - Tour de Berne
  - Tour de Leimental
  - 1re étape du Tour de Berlin
  - 2e du GP Winterthur
  - 3e du Tour de Berlin
  - 3e du GP Kanton Aargau
  - 3e du Main-Spessart Rundfahrt
- 1995
  - Rund um die Rigi
  - 2e du GP Kanton Aargau
- 2001
  - 3e du Grand Prix Cham-Hagendorn

### Grands tours

#### Tour d'Italie
5 participations
- 1995 : 8e
- 1998 : 50e
- 1999 : 25e
- 2000 : 31e
- 2001 : 40e

#### La Grande Boucle
4 participations
- Tour de France féminin
  - 1989 : 44e
- Tour cycliste féminin
  - 1992 : 52e
  - 1994 : 42e
- La Grande Boucle
  - 1999 : 45e